# Miyazaki-jingū
Miyazaki-jingū (宮崎神宮) est un sanctuaire shintô se situant dans la ville de Miyazaki, préfecture de Miyazaki, Japon. Il est dédié à Jimmu, Ugayafukiaezu et Tamayori-bime.

## Fêtes
De nombreuses fêtes sont organisées autour du temple tout au long de l'année. La plus populaire est l'Aki-no-taisai, qui a lieu en octobre. À cette occasion, une parade de chevaux est organisée dans les rues de la ville. De plus, il y a d'autres grandes fêtes à divers moments de l'année ; le 3 avril, notamment, est organisé un yabusame.